# Environnement intelligent
Les environnements intelligents sont des environnements dans lesquels des détecteurs et actionneurs ont été intégrés, pour réagir à des évènements et s'adapter aux personnes présentes. Par exemple, une maison intelligente peut adapter la température et l'éclairage en fonction de la santé, de l'humeur et des préférences des personnes et animaux à l'intérieur de chaque pièce.
Pour voir ce qui a été fait, on peut se référer à un symposium organisé par Microsoft Research et ayant eu lieu en avril 2006 : International Symposium on Intelligent Environments - Improving the quality of life in a changing world.